# Aeroporto di Timbuctù
L'aeroporto di Timbuctù (in francese: Aéroport du Tombouctou), (IATA:TOM, ICAO:GATB) è un aeroporto civile del Mali situato a circa 5 chilometri a Sud dell'antica città di Timbuctù, nel Sud-est del deserto del Sahara.